# Tepoxmatla
Tepoxmatla är en ort i Mexiko.   Den ligger i kommunen Chiautla och delstaten Puebla, i den sydöstra delen av landet, 130 km söder om huvudstaden Mexico City. Tepoxmatla ligger 1 032 meter över havet och antalet invånare är 184.
Terrängen runt Tepoxmatla är kuperad åt sydväst, men åt nordost är den platt. Runt Tepoxmatla är det mycket glesbefolkat, med 4 invånare per kvadratkilometer. Närmaste större samhälle är Axochiapan, 18,7 km norr om Tepoxmatla. I omgivningarna runt Tepoxmatla växer huvudsakligen savannskog.